# Mauzé-sur-le-Mignon
Mauzé-sur-le-Mignon és un municipi francès situat al departament de Deux-Sèvres i a la regió de la Nova Aquitània. L'any 2007 tenia 2.675 habitants.

## Demografia

### Població
El 2007 la població de fet de Mauzé-sur-le-Mignon era de 2.675 persones. Hi havia 1.121 famílies de les quals 347 eren unipersonals (134 homes vivint sols i 213 dones vivint soles), 415 parelles sense fills, 284 parelles amb fills i 75 famílies monoparentals amb fills.
La població ha evolucionat segons el següent gràfic:
Habitants censats

### Habitatges
El 2007 hi havia 1.289 habitatges, 1.158 eren l'habitatge principal de la família, 44 eren segones residències i 87 estaven desocupats. 1.185 eren cases i 102 eren apartaments. Dels 1.158 habitatges principals, 800 estaven ocupats pels seus propietaris, 347 estaven llogats i ocupats pels llogaters i 12 estaven cedits a títol gratuït; 11 tenien una cambra, 49 en tenien dues, 175 en tenien tres, 331 en tenien quatre i 592 en tenien cinc o més. 931 habitatges disposaven pel capbaix d'una plaça de pàrquing. A 546 habitatges hi havia un automòbil i a 475 n'hi havia dos o més.

### Piràmide de població
La piràmide de població per edats i sexe el 2009 era:
| Homes | Edats   | Dones |
| ----- | ------- | ----- |
| 12    | 95 o +  | 12    |
| 12    | 90 a 94 | 44    |
| 28    | 85 a 89 | 36    |
| 12    | 80 a 84 | 32    |
| 76    | 75 a 79 | 88    |
| 64    | 70 a 74 | 104   |
| 44    | 65 a 69 | 68    |
| 72    | 60 a 64 | 84    |
| 60    | 55 a 59 | 60    |
| 64    | 50 a 54 | 88    |
| 64    | 45 a 49 | 64    |
| 84    | 40 a 44 | 80    |
| 52    | 35 a 39 | 64    |
| 100   | 30 a 34 | 68    |
| 52    | 25 a 29 | 124   |
| 32    | 20 a 24 | 48    |
| 96    | 15 a 19 | 60    |
| 76    | 10 a 14 | 56    |
| 80    | 5 a 9   | 56    |
| 36    | 0 a 4   | 60    |

## Economia
El 2007 la població en edat de treballar era de 1.529 persones, 1.128 eren actives i 401 eren inactives. De les 1.128 persones actives 1.012 estaven ocupades (535 homes i 477 dones) i 115 estaven aturades (39 homes i 76 dones). De les 401 persones inactives 173 estaven jubilades, 104 estaven estudiant i 124 estaven classificades com a «altres inactius».

### Ingressos
El 2009 a Mauzé-sur-le-Mignon hi havia 1.159 unitats fiscals que integraven 2.632 persones, la mediana anual d'ingressos fiscals per persona era de 16.660 €.

### Activitats econòmiques
Dels 130 establiments que hi havia el 2007, 4 eren d'empreses alimentàries, 2 d'empreses de fabricació de material elèctric, 6 d'empreses de fabricació d'altres productes industrials, 16 d'empreses de construcció, 26 d'empreses de comerç i reparació d'automòbils, 5 d'empreses de transport, 4 d'empreses d'hostatgeria i restauració, 4 d'empreses d'informació i comunicació, 10 d'empreses financeres, 7 d'empreses immobiliàries, 18 d'empreses de serveis, 13 d'entitats de l'administració pública i 15 d'empreses classificades com a «altres activitats de serveis».
Dels 36 establiments de servei als particulars que hi havia el 2009, 1 era una oficina d'administració d'Hisenda pública, 1 gendarmeria, 1 oficina de correu, 3 oficines bancàries, 1 taller de reparació d'automòbils i de material agrícola, 1 autoescola, 5 paletes, 2 guixaires pintors, 1 fusteria, 2 lampisteries, 3 electricistes, 2 empreses de construcció, 4 perruqueries, 1 veterinari, 1 restaurant, 5 agències immobiliàries, 1 tintoreria i 1 saló de bellesa.
Dels 10 establiments comercials que hi havia el 2009, 1 era un supermercat, 1 una botiga de menys de 120 m², 2 fleques, 2 carnisseries, 1 una llibreria, 1 un drogueria i 2 floristeries.
L'any 2000 a Mauzé-sur-le-Mignon hi havia 25 explotacions agrícoles que ocupaven un total de 1.625 hectàrees.

## Equipaments sanitaris i escolars
El 2009 hi havia 2 farmàcies i 1 ambulància.
El 2009 hi havia 1 escola maternal i 1 escola elemental. Mauzé-sur-le-Mignon disposava d'un col·legi d'educació secundària amb 361 alumnes.

## Poblacions més properes
El següent diagrama mostra les poblacions més properes.